# 美国中部亚洲文化协会
美国中部亚洲文化协会（简称亚洲文化协会；英语：Mid-America Asian Culture Association，缩写：MAACA）是一个非政治、非宗教、非营利的501（c）（3）政府非赢利特别减免税慈善文化组织。

## 历史
该协会成立于2013年9月28日，在美国堪萨斯洲和密苏里两个洲同时拥有注册执照，截止到2016年底拥有25个亚洲成员国，近11万会员。

## 目标
协会的使命是促进民众文化意识传扬亚洲文化，团结亚洲团体。该协会通过组织每年美国中部亚洲文化节和美国中部亚洲文化协会基金会提供各种文化和教育国际交流项目来加强美国和亚洲之间的文化经济来往，并以慈善捐款形式对社会于以回保。美国中部亚洲文化协会的美国中部亚洲之窗也是通过建立微缩亚洲景观来让更多美国民众了解亚洲。

## 获奖
该协曾于2016年获得美国知名度极高的年度“史蒂夫奖”（Stevie Awards）中的全美非盈利组织银奖。